# マーティン・ブレスト
マーティン・ブレスト（Martin Brest、1951年8月8日 - ）は、アメリカ合衆国の映画監督、プロデューサー、脚本家。ニューヨーク・ブロンクス出身。

## 略歴
1984年にエディ・マーフィ主演の『ビバリーヒルズ・コップ』が大ヒット。1992年の『セント・オブ・ウーマン/夢の香り』ではアカデミー賞作品賞と監督賞にノミネートされ、主演のアル・パチーノにオスカーをもたらすなど高い評価を得た。
2003年に当時恋人同士だったジェニファー・ロペスとベン・アフレック主演の『ジーリ』でラジー賞を5部門も受賞してしまった。

## 主な監督作品
- お達者コメディ/シルバー・ギャング Going in Style (1979)
- ビバリーヒルズ・コップ Beverly Hills Cop (1984)
- ミッドナイト・ラン Midnight Run (1988)
- セント・オブ・ウーマン/夢の香り Scent of a Woman (1992)
- ジョー・ブラックをよろしく Meet Joe Black (1998)
- ジーリ Gigli (2003)